# Von Karman Institute
Het von Karman Institute for Fluid Dynamics (VKI) is een Belgisch internationale non-profit-onderwijs- en onderzoeksinstelling op het gebied van vliegtuigaerodynamica en stromingsmechanica dat werd opgericht in 1957 en is gevestigd in Sint-Genesius-Rode. Aan het instituut nemen een tiental landen uit West-Europa, Centraal-Europa en Noord-Amerika deel.

## Oprichting
Het instituut is een voortzetting van het Instituut voor Aërodynamisch Onderzoek van het Belgische ministerie van Defensie, dat al sinds 1922 op dezelfde locatie gevestigd was en werd opgericht onder leiding van Emile Allard. Het huidige instituut kwam tot stand onder impuls van Theodore von Kármán, een leidinggevende autoriteit op het gebied van vliegtuigaerodynamica en stromingsmechanica. Von Kármán werd de eerste voorzitter van het instituut en bleef dat tot aan zijn dood in 1963. Na zijn dood kreeg het instituut zijn definitieve naam.
Een belangrijke gedachte achter de oprichting was het aanmoedigen van samenwerking en de uitwisseling van ideeën. De Advisory Group for Aeronautical Research and Development (AGARD) van de NAVO speelde hierbij een belangrijke rol. Een AGARD-studiegroep deed de aanbeveling dat "the Institute should aim toward a training which, apart from its direct and obvious ties with aeronautical industries, would be of value in wider areas such as industrial or scientific research where the application of experimental techniques of aerodynamics would be profitable".

## Activiteiten
Het instituut biedt postuniversitair onderwijs aan en verricht in samenhang daarmee hoogtechnologisch onderzoek in de stromingsdynamica. Studenten uit verschillende NAVO-landen volgen er postacademisch onderwijs.
Het Von Karman Institute kent drie departementen:
- lucht- en ruimtevaart,
- turbomachines en propulsie, en
- industriële en omgevingsstromingen.

Het instituut beschikt over een groot aantal windtunnels en proefopstellingen. De grootste windtunnel van België is hier opgesteld. Naast lage-snelheidswindtunnels staan er hypersone windtunnels voor studies naar de terugkeer van ruimtevaartuigen in de atmosfeer. Het instituut is onder andere betrokken bij ESA-programma's rond dit onderwerp. In een gespecialiseerde windtunnel wordt de warmteoverdracht in een volledige trap van een straalmotor (stator en draaiende rotor) bestudeerd.
Naast onderzoek met experimentele technieken worden ook algoritmen en programma's ontwikkeld voor de computersimulatie van stromingen, bijvoorbeeld voor de turbulente stroming rond een verkeersvliegtuig of de plasmastroming rond een ruimtevaartuig.

## Uitbreidingsplannen
In 2008 kreeg het von Karman-instituut delen van een voormalig ontspanningscentrum in bruikleen dat naast het onderzoekscentrum ligt. In het voormalige Ontspanningscentrum Marcel Malderez konden tot 2001 de ambtenaren van het ministerie van Verkeerswezen terecht om zich te ontspannen. 
Begin 2021 werd bekend dat de Federale Overheid 11 miljoen had vrijgemaakt voor de modernisering en de uitbreiding van het onderzoekscentrum. Op de site van het voormalige ontspanningscentrum zouden onder meer leslokalen en administratieve diensten komen. Het onderzoekscentrum hoopt vanaf 2026 zijn intrek te kunnen nemen in de nieuwe gebouwen.